# Vergleich der Einteilungen der Schweizer Alpen
Die folgende Aufstellung vergleicht die Einteilungen der Schweizer Alpen nach Schweizer Alpen-Club, SOIUSA und Alpenvereinseinteilung der Ostalpen/AVE. Als Referenz sind die Alpinführer des Schweizer Alpen-Clubs vorne geführt. Sollte ein Alpinführer in mehrere Gruppen der SOIUSA oder der AVE fallen, so wird er mehrmals aufgeführt. Die SOIUSA sieht mehrere Ebenen vor: Sektor bis Supergruppe. Die genaueste Entsprechung des Alpinführers ist die jeweils unterste SOIUSA-Ebene, die ausgefüllt ist. Sollte keine Ebene in der SOIUSA oder AVE ausgefüllt sein, so gibt es keine Entsprechung.
| Titel Alpinführer des Schweizer Alpen-Club                                                                                     | Sektion (SOIUSA)               | Sektor (SOIUSA)                  | Untersektion (SOIUSA)                               | Supergruppe (SOIUSA)                        | Alpenvereinseinteilung der Ostalpen | Unterschiede                     |
| --- | ------------------------------ | -------------------------------- | --------------------------------------------------- | ------------------------------------------- | ----------------------------------- | -------------------------------- |
| Chaîne franco-suisse / Du col des Montets au lac Léman                                                                         |                                |                                  |                                                     |                                             |                                     |                                  |
| Schweizer Voralpen | Schweizer Voralpen             |                                  |                                                     |                                             |                                     |                                  |
| Westschweizer Voralpen | Schweizer Voralpen             | Westschweizer Voralpen           | Waadtländer und Freiburger Voralpen                 |                                             |                                     |                                  |
| Alpes et Préalpes vaudoises | Berner Alpen i. w. S.          |                                  | Waadtländer Alpen                                   |                                             |                                     |                                  |
| Alpes et Préalpes vaudoises | Schweizer Voralpen             | Westschweizer Voralpen           | Waadtländer und Freiburger Voralpen                 | Waadtländer Voralpen                        |                                     |                                  |
| Préalpes fribourgeoises / Du Léman au Thunersee                                                                                | Schweizer Voralpen             | Westschweizer Voralpen           | Waadtländer und Freiburger Voralpen                 | Freiburger Voralpen                         |                                     |                                  |
| Berner Voralpen Von Gstaad bis Meiringen                                                                                       | Schweizer Voralpen             | Westschweizer Voralpen           | Berner Voralpen                                     |                                             |                                     |                                  |
| Zentralschweizer Voralpen: Schwyzer Voralpen. Unterwaldner Voralpen. Pilatus-Schrattenflue-Kette                               | Schweizer Voralpen             | Zentralschweizer Voralpen        |                                                     |                                             |                                     |                                  |
| Pilatus-Schrattenflue-Kette Abschnitt III von Zentralschweizer Voralpen                                                        | Schweizer Voralpen             | Zentralschweizer Voralpen        | Luzerner und Unterwaldner Voralpen                  | Luzerner Voralpen                           |                                     |                                  |
| Unterwaldner Voralpen Abschnitt II von Zentralschweizer Voralpen                                                               | Schweizer Voralpen             | Zentralschweizer Voralpen        | Luzerner und Unterwaldner Voralpen                  | Unterwaldner Voralpen                       |                                     |                                  |
| Schwyzer Voralpen Abschnitt I von Zentralschweizer Voralpen                                                                    | Schweizer Voralpen             | Zentralschweizer Voralpen        | Schwyzer und Urner Voralpen                         | Schwyzer und Zuger Voralpen                 |                                     |                                  |
| Säntis Churfirsten: Von Appenzell zum Walensee                                                                                 | Schweizer Voralpen             | Ostschweizer Voralpen            | Appenzeller und St. Galler Voralpen                 |                                             |                                     |                                  |
| Berner Alpen 3 Bietschhorn, Lötschental, Lötschentaler Breithorn, Nesthorn, Aletschhorn-Gruppe                                 | Berner Alpen i. w. S.          |                                  | Berner Alpen                                        | Aletschhorn-Bietschhorn-Kette               |                                     |                                  |
| Berner Alpen 4 Tschingelhorn bis Finsteraarhorn                                                                                | Berner Alpen i. w. S.          |                                  | Berner Alpen                                        | Jungfrau-Fiescherhörn-Kette                 |                                     |                                  |
| Berner Alpen 4 Tschingelhorn bis Finsteraarhorn                                                                                | Berner Alpen i. w. S.          |                                  | Berner Alpen                                        | Gletscherhorn-Blümlisalp- Balmhorn-Kette    |                                     |                                  |
| Berner Alpen 5 Vom Grindelwald zur Grimsel                                                                                     | Berner Alpen i. w. S.          |                                  | Berner Alpen                                        | Finsteraarhorn-Oberaarhorn- Galmihorn-Kette |                                     |                                  |
| Berner Alpen 5 Vom Grindelwald zur Grimsel                                                                                     | Berner Alpen i. w. S.          |                                  | Berner Alpen                                        | Schreckhorn-Wetterhorn-Kette                |                                     |                                  |
| Zentralschweizer Alpen |                                |                                  |                                                     |                                             |                                     |                                  |
| Osturner Alpen Urner Alpen-Ost                                                                                                 | Glarner Alpen i. w. S.         |                                  | Urner-Glarner Alpen                                 |                                             |                                     |                                  |
| Urner Alpen 2: Göscheneralp-Furka-Grimsel                                                                                      | Berner Alpen i. w. S.          |                                  | Urner Alpen                                         | Dammastock-Sustenhorn-Kette                 |                                     |                                  |
| Urner Alpen 3: Vom Susten zum Uri-Rotstock                                                                                     | Berner Alpen i. w. S.          |                                  | Urner Alpen                                         | Titlis-Uri-Rotstock-Kette                   |                                     |                                  |
| Glarner Alpen: Vom Walensee zum Tödi                                                                                           | Glarner Alpen i. w. S.         |                                  | Glarner Alpen                                       |                                             |                                     |                                  |
| Gotthard Von der Furka zum Lukmanier                                                                                           | Lepontinische Alpen            |                                  | Monte Leone-Sankt Gotthard-Alpen                    | Gotthardmassiv                              |                                     |                                  |
| Bündner Alpen |                                |                                  |                                                     |                                             |                                     |                                  |
| Bündner Alpen 1: Ringelspitz/ Arosa/ Rätikon: Vom Pass dil Segnas zum Schlappiner Joch (alter Titel: Tamina- und Plessuralpen) | Westliche Rätische Alpen u. a. | Nordöstliche Bündner Alpen u. a. | Plessur-Alpen u. a.                                 |                                             | Plessur-Alpen u. a.                 | Diese Einteilung ist sehr unklar |
| Bündner Alpen 2: Vom Lukmanier zum Domleschg                                                                                   | Lepontinische Alpen            |                                  | Adula-Alpen oder auch Westbündner und Misoxer Alpen | Medelser-Terri-Kette                        |                                     |                                  |
| Bündner Alpen 2: Vom Lukmanier zum Domleschg                                                                                   | Lepontinische Alpen            |                                  | Adula-Alpen oder auch Westbündner und Misoxer Alpen | Adula-Gruppe                                |                                     |                                  |
| Bündner Alpen 2: Vom Lukmanier zum Domleschg                                                                                   | Lepontinische Alpen            |                                  | Adula-Alpen oder auch Westbündner und Misoxer Alpen | Splügner Kalkberge                          |                                     |                                  |
| Bündner Alpen 3: Avers San Bernardino bis Septimer                                                                             | Westliche Rätische Alpen       | Südöstliche Bündner Alpen        | Platta-Alpen oder auch Averser Berge                |                                             | Platta-Gruppe                       |                                  |
| Bündner Alpen 4: Südliche Bergeller Berge, Monte Disgrazia                                                                     | Westliche Rätische Alpen       | Südöstliche Bündner Alpen        | Bernina-Alpen                                       | Bergeller Berge                             | Bernina-Alpen                       |                                  |
| Bündner Alpen 5: Bernina-Gruppe und Valposchiavo                                                                               | Westliche Rätische Alpen       | Südöstliche Bündner Alpen        | Bernina-Alpen                                       | Bernina-Scalino-Berge                       | Bernina-Alpen                       |                                  |
| Bündner Alpen 6: Albula Vom Septimer zum Flüela                                                                                | Westliche Rätische Alpen       | Südöstliche Bündner Alpen        | Albula-Alpen                                        |                                             | Albula-Alpen                        |                                  |
| Bündner Alpen 7: Rätikon | Westliche Rätische Alpen       | Nordöstliche Bündner Alpen       | Rätikon                                             |                                             | Rätikon                             |                                  |
| Bündner Alpen 8: Silvretta und Samnaun                                                                                         | Westliche Rätische Alpen       | Nordöstliche Bündner Alpen       | Silvretta Samnaun Ferwall-Alpen                     |                                             | Silvrettagruppe                     |                                  |
| Bündner Alpen 8: Silvretta und Samnaun                                                                                         | Westliche Rätische Alpen       | Nordöstliche Bündner Alpen       | Silvretta Samnaun Ferwall-Alpen                     |                                             | Samnaungruppe                       |                                  |
| Engiadina Bassa 9: Val Müstair                                                                                                 | Westliche Rätische Alpen       | Südöstliche Bündner Alpen        | Münstertaler Alpen                                  |                                             | Sesvennagruppe                      |                                  |
| Bündner Alpen 10: Mittleres Engadin und Puschlav                                                                               | Westliche Rätische Alpen       | Südöstliche Bündner Alpen        | Livigno-Alpen                                       |                                             | Livigno-Alpen                       |                                  |
| Tessiner Alpen 1: Vom Gridone zum St. Gotthard                                                                                 | Lepontinische Alpen            |                                  | Tessiner Alpen und Verbano                          | Kette Basodino-Cristallina-Biela            |                                     |                                  |
| Tessiner Alpen 1: Vom Gridone zum St. Gotthard                                                                                 | Lepontinische Alpen            |                                  | Tessiner Alpen und Verbano                          | Onsernone-Gruppe                            |                                     |                                  |
| Tessiner Alpen 1: Vom Gridone zum St. Gotthard                                                                                 | Lepontinische Alpen            |                                  | Tessiner Alpen und Verbano                          | Kette Togano-Laurasca-Limidario             |                                     |                                  |
| Tessiner Alpen 2: Von der Cristallina zum Sassariente                                                                          | Lepontinische Alpen            |                                  | Tessiner Alpen und Verbano                          | Kette Campo Tencia-Zucchero-Madone Grosso   |                                     |                                  |
| Tessiner Alpen 3: Von der Piora zum Pizzo di Claro                                                                             | Lepontinische Alpen            |                                  | Monte Leone-Sankt Gotthard-Alpen                    | Gotthardmassiv:Val Sole                     |                                     |                                  |
| Tessiner Alpen 3: Von der Piora zum Pizzo di Claro                                                                             | Lepontinische Alpen            |                                  | Adula-Alpen oder auch Westbündner und Misoxer Alpen | Adula-Gruppe                                |                                     |                                  |
| Tessiner Alpen 4: Misoxer Alpen, Vom Zappothorn zum Passo S. Jorio                                                             | Lepontinische Alpen            |                                  | Adula-Alpen oder auch Westbündner und Misoxer Alpen | Mesolcina-Kette                             |                                     |                                  |
| Tessiner Alpen 5: Tessiner Alpen: Vom Passo S. Jorio zum Generoso                                                              | Luganer Voralpen               |                                  | Comer Voralpen                                      |                                             |                                     |                                  |